# Impianti della Coppa del Mondo di rugby 2023
| Immagine | Impianto e città                          | Capacità | Incontri disputati |
| --- | ----------------------------------------- | -------- | --- |
| | Stadio Matmut-Atlantique, Bordeaux        | 42115    | Irlanda ‒ Romania 82-8 (G) Galles ‒ Figi 32-26 (G) Samoa ‒ Cile 43-10 (G) Sudafrica ‒ Romania 76-0 (G) Figi ‒ Georgia 17-12 (G) |
| Parc OL | Parc Olympique Lyonnais, Décines-Charpieu | 59186    | Galles ‒ Australia 40-6 (G) Uruguay ‒ Namibia 36-26 (G) Nuova Zelanda ‒ Italia 96-17 (G) Nuova Zelanda ‒ Uruguay 73-0 (G) Francia ‒ Italia 60-7 (G) |
| Vélodrome | Vélodrome, Marsiglia                      | 67394    | Inghilterra ‒ Argentina 27-10 (G) Sudafrica ‒ Scozia 18-3 (G) Francia ‒ Namibia 96-0 (G) Sudafrica ‒ Tonga 49-18 (G) Galles ‒ Argentina 17-29 (QF) Inghilterra ‒ Figi 30-24 (QF) |
| La Beaujoire                                                                                                   | La Beaujoire, Nantes                      | 38500    | Irlanda ‒ Tonga 59-16 (G) Argentina ‒ Cile 59-5 (G) Galles ‒ Georgia 43-19 (G) Giappone ‒ Argentina 27-39 (G) |
| Stadio di Nizza                                                                                                | Allianz Riviera, Nizza                    | 35169    | Galles ‒ Portogallo 28-8 (G) Inghilterra ‒ Giappone 34-12 (G) Italia ‒ Uruguay 38-17 (G) Scozia ‒ Tonga 45-17 (G) |
| Stade de France                                                                                                | Stade de France, Saint-Denis              | 81300    | Francia ‒ Nuova Zelanda 27-13 (G) Australia ‒ Georgia 35-15 (G) Sudafrica ‒ Irlanda 8-13 (G) Irlanda ‒ Scozia 36-14 (G) Irlanda ‒ Nuova Zelanda 24-28 (QF) Francia ‒ Sudafrica 28-29 (QF) Argentina ‒ Nuova Zelanda 6-44 (SF) Inghilterra ‒ Sudafrica 15-16 (SF) Argentina ‒ Inghilterra 23-26 (F3) Nuova Zelanda ‒ Sudafrica 11-12 (F) |
| Geoffroy Guichard                                                                                              | Stadio Geoffroy Guichard, Saint-Étienne   | 42000    | Italia ‒ Namibia 52-8 (G) Australia ‒ Figi 15-22 (G) Argentina ‒ Samoa 19-10 (G) Australia ‒ Portogallo 34-14 (G) |
| Stadium Municipal                                                                                              | Stadium Municipal, Tolosa                 | 33150    | Giappone ‒ Cile 42-12 (G) Nuova Zelanda ‒ Namibia 72-3 (G) Georgia ‒ Portogallo 18-18 (G) Giappone ‒ Samoa 28-22 (G) Figi ‒ Portogallo 23-24 (G) |
| | Pierre Mauroy, Villeneuve-d'Ascq          | 50187    | Francia ‒ Uruguay 27-12 (G) Inghilterra ‒ Cile 71-0 (G) Scozia ‒ Romania 84-0 (G) Inghilterra ‒ Samoa 18-17 (G) Tonga ‒ Romania 45-24 (G) |
| LEGENDA - G: fase a gironi - QF: quarti di finale - SF: semifinale - F3: finale per il terzo posto - F: finale |                                           |          | |